# 整洁圆方蟹
整洁圆方蟹（学名：Cyclograpsus integer）为方蟹科圆方蟹属的动物。分布于日本、马绍尔群岛、土阿莫土群岛、马达加斯加、非洲西岸、百慕大、南佛罗里达及巴哈马群岛、巴西以及中国大陆的西沙群岛等地，生活环境为海水，多见于高潮线上的石下及碎贝壳中。